# نادي الزمالك لكرة اليد
نادي الزمالك لكرة اليد يعرف أيضًا باسم الكوماندوز. تأسس فريق الزمالك لكرة اليد في عام 1958. يمكن اعتبار فريق الزمالك لكرة اليد أعظم فريق في أفريقيا والشرق الأوسط. يشارك النادي في بطولة الدوري المصري المحترفين لكرة اليد دون انقطاع منذ عام 1976. الزمالك هو أكثر الأندية نجاح في مسابقات الاتحاد المصري لكرة اليدبرصيد 42 لقبًا ودوري منطقة واحدة. كما شارك الفريق في دوري أبطال إفريقيا لكرة اليد منذ عام 1979 وحقق اللقب 12 مرة. شارك الزمالك في بطولة العالم للأندية لكرة اليد 5 مرات في 2010، 2011، 2012، 2019، 2021. واانسحاب مرة واحدة من كأس العالم في عام 2018. تأهل الفريق لمشاركة في بطولة عام 2002 ولكن قرر الاتحاد الإفريقي لكرة اليد مشاركة Fap ياوندي.
حصد الزمالك على أول بطولة من دوري أبطال إفريقيا لكرة اليد في عام 1979، كما كأن البطل الأول لكأس إفريقيا للأندية الفائزة بالكؤوس لكرة اليد في نسختها الأولى، والتي أنطلقت في عام 1985، كما كان أول فريق مصري يفوز ببطولة كأس السوبر الأفريقي لكرة اليد، وكان ذلك في عام 2002، كما حصل على أول بطولة لكأس مصر كرة اليد، التي بدأت عام 1979، كما أنه أكثر الفرق الأفريقية تأهلًا إلى بطولة العالم للأندية لكرة اليد، كما أنه الفريق الوحيد الذي فاز بجميع البطولات المحلية وهي: الدوري، والكأس، وكأس السوبر، وكأس التفوق، وبطولة الدوري بدون لاعبين دوليين. يهد نادي الزمالك أنجح فريق في كأس مصر برصيد 16 لقباً، وأنجح فريق في كأس السوبر المصري لكرة اليد، وأنجح فريق في كأس التفوق المصري، وحقق رقماً قياسياً بإحرازه 6 ألقاب في موسم واحد في عام 2002، وأول فريق يحتفظ بالكأس الأفريقية إلى الأبد بعد الفوز بها في أعوام 1979 و1980 و1981. احتفظ بنسخة أخري من كأس أفريقيا مرة أخرى إلى الأبد بعد الفوز بها في أعوام 2017 و2018 و2019. كما أنه أنجح فريق في دوري أبطال إفريقيا لكرة اليد، وأول فريق مصري يفوز ببطولة قارية لكرة اليد، وأول فريق مصري وعربي يفوز ببطولة قارية في ألعاب الصالات، وأكثر فريق كرة يد في أفريقيا والعالم يحقق ألقابًا قارية في القرن الحادي والعشرين برصيد 18 لقبًا قاريًا. وأكثر فريق مصري وأفر حصول على الألقاب في جميع الألعاب الأخرى (كرة القدم - كرة السلة - كرة اليد - الكرة الطائرة) ألقابًا قارية برصيد 24 لقباً قاريًا.
الزمالك هو أول فريق في العالم فاز بثلاثة ألقاب في موسم واحد 1978-79. الزمالك هو النادي الرياضي الأفريقي الوحيد الذي توج بطلاً لأفريقيا في كرة القدم وكرة اليد في نفس الموسم أعوام 1986، 2002. الزمالك هو الفريق المصري الوحيد الذي حقق 3 ألقاب أفريقية في نفس الموسم. وهو ثاني نادي يحقق لقبي دوري أبطال أفريقيا وكأس إفريقيا للأندية الفائزة بالكؤوس في نفس الموسم. وهو ثالث أكثر الأندية تحقيق ألقاب دولية في العالم برصيد 24 لقبا، يتفوق عليه فقط الأندية الألمانية الشهيرة. كما حقق الزمالك رقما قياسيًا محليًا من خلال تحقيقه رقمًا قياسيًا مكون من 85 فوزًا متتاليًا دون هزيمة من موسم 2006-07 إلى 2009-10. كما كان لها رقم قياسي أفريقي من خلال تحقيقها رقماً قياسياً مكون من 16 انتصاراً متتالياً دون هزيمة من 2018 حتى الآن.ويعتبر متفوق علي الاهلي في عدد البطولات والانجازات المحلية والقارية

## فريق كرة اليد

### الفريق الأول رجال

#### البطولات
| البطولة                                   | العدد  | الأعوام |
| الدوري                                    | الدوري | الدوري |
| ----------------------------------------- | ------ | --- |
| الدوري المصري المحترفين لكرة اليد         | 19     | 1976–77، 1978–79، 1980–81، 1982–83، 1984–85، 1989–90، 1990–91، 1994–95، 1995–96، 1998–99، 2000–01، 2004–05، 2008–09، 2009–10، , 2015–16، 2018–19، 2019–20، 2020–21، 2021–22 |
| الكؤوس المحلية                            |        | |
| كأس مصر لكرة اليد (رقم قياسي)             | 16     | 1979، 1980، 1981، 1982، 1983، 1986، 1991، 1992، 1994، 1999، 2001، 2002، 2004، 2006، 2008، 2016                                                                              |
| كأس السوبر المصري لكرة اليد (رقم قياسي)   | 4      | 2022، 2005–06، 2006–07، 2007–08 |
| كأس التفوق لكرة اليد البطل                | 3      | 2001، 2002، 2002 حيث أقيمت بطولتين عام 2002 |
| سوبر دوري المحترفين                       | 1      | 22-2021 |
| الرابطة المحلية الوطنية                   | 1      | 2002 |
| دوري منطقة الجيزة                         | 1      | 1962–63 |
|                                           |        | |
| البطولات الأفريقية                        |        | |
| دوري أبطال أفريقيا لكرة اليد البطل        | 12     | 1979، 1980، 1981، 1986، 1991، 2001، 2002، 2011، 2015، 2017، 2018، 2019. |
| كأس أفريقيا لأبطال الكؤوس لكرة اليد البطل | 6      | 1985، 2009، 2010، 2011 ،2016، 2022 |
| كأس السوبر الأفريقي لكرة اليد البطل       | 7      | 2002، 2010 ، 2011 ، 2012 ،2018، 2019، 2021 |
| البطولات العربية                          |        | |
| البطولة العربية لكرة اليد البطل           | 1      | 1999 |
| البطولات العالمية                         |        | |
| بطولة العالم للأندية لكرة اليد التأهل     | 4      | - 2010 حيث حصل فيها على المركز الثالث - 2011 و2012 حصل على المركز الرابع - 2019 و2021 حصل على المركز الخامس                                                                 |
| عدد البطولات                              | 73     | |

نادى القرن كرة اليد في افريقيا

## الفريق الحالي

### تشكيلة اللاعبين الحالية بالفريق
| حراس المرمي - أحمد الوليد - 72 محمود خليل فلفل - 12 هشام السبكي مركز الجناح الأيسر - 11 أحمد مؤمن صفا - 31 عمر الوكيل - 03 مازن رضا مركز الجناح الأيمن - مؤمن زكي - 01 أكرم يسري مركز لاعب الدائرة - 25 وسام نوار - 24 خالد وليد - 77 0 شادي خليل - 41 محمد طارق | مركز الظهير الأيسر - 44محمد ياسين - محمد سمير - هشام صلاح مركز صناعة اللعب - 20 محمد علاء - 8 محمد البسيوني - 0 أحمد سامح مركز الظهير الأيمن - 66 أحمد الأحمر (C) - 18 أحمد حسام |

### الجهاز الفني
| المنصب         | الاسم            |  |
| الجهاز الفني   | الجهاز الفني     |  |
| -------------- | ---------------- |  |
| المدير الفني   | ماتيو جارالدا    |  |
| المدرب العام   | حماده الروبي     |  |
| إداري الفريق   | حمادة عبد الباري |  |
| جهاز اليد      |                  |  |
| رئيس جهاز اليد | حسام غريب        |  |
| الجهاز الطبي   |                  |  |
| علاج طبيعي     | عادل أبو قريش    |  |